# جونيور كاستيلو
جونيور كاستيلو (مواليد 10 مايو 1986) هو ملاكم من جمهورية الدومينيكان، مثّل بلاده في الألعاب الأولمبية الصيفية 2012.

## روابط خارجية
جونيور كاستيلو على موقع بوكس ريك (الإنجليزية) (registration required)
- جونيور كاستيلو على موقع أوليمبيديا (الإنجليزية)